# Muhammad ʿImāra

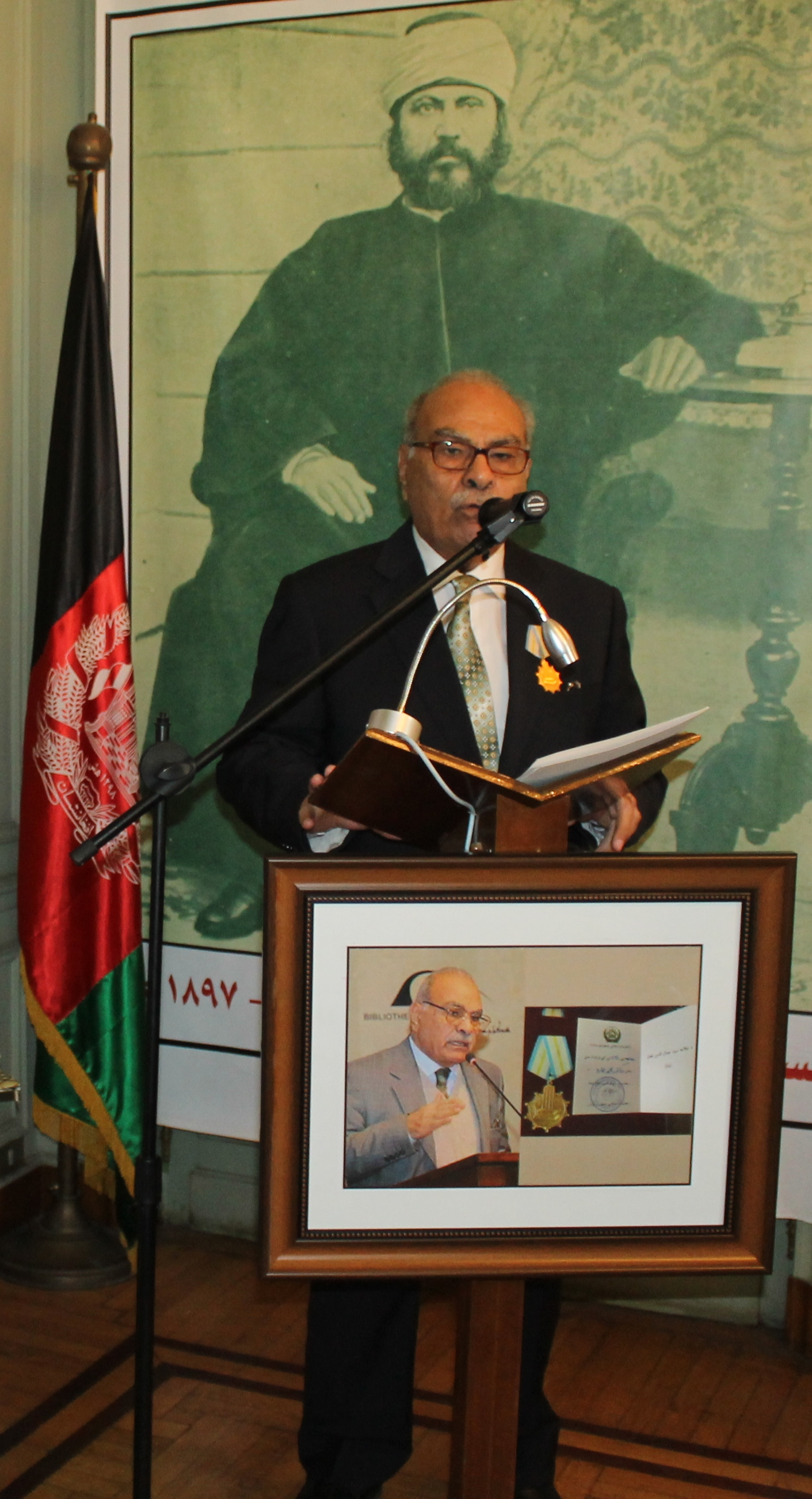
Muhammad ʿImāra bei der Verleihung der Dschamāl-ad-Dīn-al-Afghānī-Medaille an ihn in der afghanischen Botschaft in Kairo 2017

Muhammad ʿImāra (arabisch محمد عمارة, DMG Muḥammad ʿImāra geb. 8. Dezember 1931; gest. 28. Februar 2020) war ein ägyptisch-islamischer Denker, Autor und Herausgeber. Er verfasste mehrere Bücher zur Muʿtazila und zur Islamischen Philosophie und befasste sich in den 1960er Jahren intensiv mit den politischen Lehren von Averroes, mit deren Hilfe er das arabische Denken erneuern wollte. Während er in dieser Zeit linke Positionen vertrat, wurde er danach zu einem überzeugten Anti-Marxisten. 1980 bezeichnete er sich selbst als „rationalistischen Salafiten“. Während der 1990er und frühen 2000er Jahre war er sehr präsent als Kolumnist in den ägyptischen Zeitungen. Hierbei kritisierte er häufig säkularistische Intellektuelle.

## Leben
Muhammad ʿImāra wurde am 8. Dezember 1931 im Dorf Qallīn im Gouvernement Kafr asch-Schaich geboren. Seine erste Bildung erhielt er auf einer Koranschule seines Dorfes. 1945 wurde er zum Islamstudium an eine Mittelschule geschickt, das Religionsinstitut von Disuk, das er 1949 erfolgreich absolvierte. Schon in dieser Zeit begann er, sich in politischen Bewegungen zu engagieren, die für die Unabhängigkeit Ägyptens und Palästinas kämpften. 1948 veröffentlichte er seinen ersten Artikel über den Dschihad in der Zeitschrift Miṣr al-Fatāt („Junges Ägypten“). Von 1949 bis 1954 setzte er seine Studien am Ahmadī-Institut von Tanta fort. Anschließend studierte er an der Fakultät Dār al-ʿulūm der Universität Kairo arabische Sprache und islamischen Wissenschaften.
Als Schüler und Student pflegte ʿImāra enge Kontakte zu sozialistischen Gruppierungen. Besonders nahe stand er der „Bewegung der Friedenspartisanen“ (Ḥarakat anṣār as-salām), der Kommunisten, Sozialisten, Muslimbrüder und Mitglieder der Wafd-Partei angehörten und die sich für die Befreiung vom Imperialismus und für „den Weltfrieden“ einsetzte. ʿImāra unterzog sich auch einer militärischen Ausbildung, um am Kampf für Ägypten teilnehmen zu können. 1956 beteiligte er sich während der Suezkrise am Volkswiderstand (muqāwama šaʿbīya). Sein größter Beitrag bestand aus der Abfassung von Artikeln über den Krieg, die in verschiedenen Zeitschriften veröffentlicht wurden, darunter Minbar aš-šarq, al-Miṣrī und al-Kātib. 1958 begann er, ein Buch über den „arabischen Nationalismus“ (al-qaumīya al-ʿArabīya) zu schreiben.
Ende der 1950er Jahre wurde er verhaftet. Nach seiner Entlassung aus dem Gefängnis im Jahr 1964 erwarb er 1965 den Licence-Abschluss am Dār al-ʿulūm. 1970 schloss er an der Azhar ein Masterstudium im Bereich der islamischen Philosophie ab und verteidigte eine Dissertation mit dem Titel al-Muʿtazila wa-muškilat al-ḥurrīya al-insānīya („Die Muʿtazila und das Problem der menschlichen Freiheit“). 1975 promovierte er mit einer Arbeit zur islamischen Rechtsphilosophie.
Bis in die frühen 1960er interpretierte ʿImāra den Islam entlang linker Interpretationslinien. Noch 1968 veröffentlichte er einen Artikel über Averroes in der marxistisch orientierten ägyptischen Zeitschrift at-Talīʿa. Im Laufe der Zeit trat jedoch eine Distanzierung von der Linken ein, als er zu der Auffassung gelangte, dass die Lösung der gesellschaftlichen Probleme nicht im Klassenkampf und im Marxismus, sondern im Islam liegt. Im März 1991 schrieb er in der ägyptischen Zeitung al-Wafd eine Serie von Artikeln zum Konzept der „Islamisierung des Wissens“. 1995 griff er in einem seiner Bücher die marxistische Interpretation des Islams an, die „die Religion in atheistische Formen gießt und den Geist im Grab der Materie begräbt“. Allgemein zeigte ʿImāra in den 1990er Jahren weniger Gesprächsbereitschaft gegenüber
„Atheisten“ und „Materialisten“ als noch in den 1980er Jahren.
ʿImāra hatte mehrere führende Positionen an der Azhar inne. Neben seiner Mitgliedschaft in der Akademie für islamische Untersuchungen war er auch Chefredakteur des Azhar-Magazins. 2012 war er Mitglied des Gründungsausschusses, der die islamisch geprägte ägyptische Verfassung von 2012 ausarbeitete. Nach dem Sturz des Präsidenten Mohamed Mursi durch die Armee gab ʿImāra eine Erklärung ab, in der er bekräftigte, dass das, was am 3. Juli 2013 geschah, „ein Militärputsch gegen die demokratische Transformation war, deren Türen durch die Revolution vom 25. Januar 2011 geöffnet worden war“.

## Werke
Muhammad ʿImāra hat mehr als 180 Werke zu islamischen Themen veröffentlicht, darunter:
- al-Islām wa-uṣūl al-ḥukm li-ʿAlī ʿAbd ar-Rāziq: Dirāsa wa-waṯāʾiq („‘Der Islam und die Grundlagen des Regierens’ von ʿAlī ʿAbd ar-Rāziq: Untersuchung und Dokument“; 1972).[13] Es handelt sich um einen Kommentar zu ʿAlī ʿAbd ar-Rāziqs Buch, der dieses Buch mit genereller Zustimmung aufnimmt, aber kritisiert, dass 1. ʿAbd ar-Rāziq die politischen Leistungen des Propheten erfasse, 2. hinsichtlich der religiösen Leistungen der ersten Kalifen aber verworrene und widersprüchliche Aussagen mache, 3. historische und poetische Quellen in einer anachronistischen Weise zitiere und daraus falsche Schlussfolgerungen ziehe, und 4. dazu tendiere, die orientalischen Elemente im islamischen Denken und in islamischer Geschichte überzubetonen, insbesondere das Bild der Orientalischen Despotie.[14]
- In al-Islām wa-ṯ-ṯaura („Der Islam und die Revolution“; 1979) definiert ʿImāra klare Klassenunterschiede zwischen Händlern und Bauern, zwischen den Wenigen (ḫāṣṣa) und den Massen (ʿāmma).[15]
- Fikr at-tanwīr baina l-ʿalmānīyīn wa-l-islāmīyīn („Der Gedanke der Aufklärung zwischen Säkularisten und Islamisten“; 1995), Rede, die er 1993 im Internationalen Institut für Islamisches Denken in Kairo hielt. Darin kritisierte er eine von dem ägyptischen staatlichen Verlagshaus al-Haiʾa al-ʿāmma li-l-kitāb herausgegebene Buchreihe, in der Rifāʿa at-Tahtāwī, Dschamāl ad-Dīn al-Afghānī, Muhammad ʿAbduh, ʿAlī ʿAbd ar-Rāziq, Tāhā Husain, Saʿd Zaghlūl und Salāma Mūsā als Vertreter einer Aufklärungsbewegung präsentiert wurden. ʿImāra versuchte in seinem Buch zu zeigen, dass diese Denker missverstanden wurden und eigentlich keine Säkularisten waren, sondern die westliche Zivilisation kritisierten.[16]
- al-Islām baina t-tanwīr wa-t-tazwīr („Der Islam zwischen Aufklärung und Verfälschung“; 1995).[17] Die Kritik an den Säkularisten wird hier auf zeitgenössische Autor wie Husain Ahmad Amīn (gest. 2014), Hasan Hanafī (gest. 2021)[18] und at-Taiyib Tīzīnī (gest. 2019)[19] ausgedehnt.
- Suqūṭ al-ġulūw al-ʿilmānī („Der Sturz des säkularistischen Extremismus“; 1995). Das ganze Buch ist ein Angriff auf den Richter Muhammad Saʿīd al-ʿAschmāwī, dem vorgeworfen wird, mit „christlichen“, „westlichen“ und „säkularen“ Institutionen zu kollaborieren.[18]
- In Hal al-Islām huwa al-ḥall? Li-māḏā wa-kaif? („Ist der Islam die Lösung? Warum und Wie?“; 1995) analysiert ʿImāra, wie sich der Islam auf eine Reihe wichtiger Bereiche des gesellschaftlichen Lebens auswirkt: auf die intellektuelle Öffentlichkeit, auf Innen- und Außenpolitik, auf soziale Gerechtigkeit, bürgerliche Freiheiten und Rechte sowie auf die Stellung der Frau. Der Titel bezieht sich auf den islamistischen Wahlslogan der Muslimbruderschaft.[20]
- at-Tafsīr al-māriksī li-l-islām („Die marxistische Interpretation des Islams“; 1996).[21] In diesem Buch verurteilt ʿImāra den Marxismus als eine materialistische Ideologie, die Gott negiert. Er reagiert darin aber auch auf die Nasr-Hāmid-Abū-Zaid-Affäre. Zwar spricht er sich gegen die Anwendung der islamischen Apostasiestrafe aus und die Scheidung von Ehepaaren gegen ihren Willen aus, doch ist das ganze Buch eine Kritik an den Schriften Abū Zaids, dem er einen Mangel an Wissen (qilla fī l-ʿilm) vorwirft.[22] Die Sprache, die ʿImāra zur Charakterisierung der Werke Abū Zaids verwendet, lässt, wie Mona Abaza meint, auf „eine zutiefst rachsüchtige Geisteshaltung“ schließen.
- Maʿālim al-manhaǧ al-islāmī („Konturen der islamischen Methode“; 1998)
- an-Naṣṣ al-islāmī bain al-iǧtihād wa-l-ǧumūd wa-t-tārīẖīya („Der islamische Text zwischen Idschtihād, Erstarrung und Historizität“; 1998) ist eine kurze Broschüre über die richtige islamische Methode, sich mit dem Koran zu befassen und ihn zu interpretieren.[23]
- al-Uṣūlīya baina l-ġarb wa-l-islām („Der Fundamentalismus zwischen dem Westen und Islam“; 1998), Antwort auf Roger Garaudy, in der er diesem vorwirft, seinen früheren Marxismus nicht wirklich abgelegt zu haben,[9] und seine Definition von Fundamentalismus (uṣūlīya) kritisiert.[15]
- aš-Šarīʿa al-islāmīya wa-l-ʿalmānīya al-ġarbīya („Die islamische Scharia und der westliche Säkularismus“; 2003) ist ein besonders polemisches Werk, das darauf abzielt, die wesentlichen Unterschiede zwischen der islamischen und der westlichen Zivilisation aufzuzeigen und zu zeigen, wie der kulturelle Imperialismus des Westens den Islam säkularisiert und ihm seine Stärke als soziale und politische Kraft genommen hat.[23]
- Al-Ġarb wa-l-Islām: aina al-ḫaṭaʿ? Wa-aina ṣ-ṣawāb? („Der Westen und der Islam: Wo liegt er falsch? Und wo liegt er richtig?“; 2004)
- al-Islām wa-t-taḥaddiyāt al-muʿāṣira („Der Islam und die modernen Herausforderungen“; 2005) ist eine Sammlung zwei Seiten langer Artikel zu einer Reihe von Themen, die von der Vorstellung der großen islamischen Denker der Nahda bis hin zu „Islam und der Andere“ reichen.[23]
- Fitnat at-takfīr bain aš-Šīʿa .. wa-l-Wahhābīya .. wa-ṣ-Ṣūfīya („Der Zwist des Takfīr zwischen Schiiten… Wahhabiten… und Sufis“; 2006) nimmt die Praxis unter Muslimen, sich gegenseitig für ungläubig zu erklären, aufs Korn und weist sie kategorisch zurück. Das Buch löste jedoch einen Sturm der Entrüstung bei den Kopten aus, weil darin al-Ghazālī mit einer Aussage zitiert, wonach man nur Juden und Christen für ungläubig erklären dürfe, weil sie Mohammeds Prophezeiung ablehnten. Die Kopten warfen daraufhin ʿImāra vor, er würde die Muslime gegen sie aufhetzen. ʿImāra erklärte daraufhin, dass es sich hierbei nicht um seine persönliche Meinung gehandelt habe, und entschuldigte sich für die dadurch hervorgerufene Reaktion.[24]
- As-Salaf wa-s-Salafīya („Die Altvorderen und die Salafīya“; 2008)
- Radd Iftirāʾāt al-Ǧābirī ʿalā l-Qurʾān al-karīm. Kairo: Dār al-Salām, 2011. Zurückweisung von angeblichen Verleumdungen Mohammed Abed Al Jabris gegen den Koran. Das Buch enthält auch einen längeren autobiographischen Abschnitt.[25]
- Qirāʾat an-naṣṣ ad-dīnī bain at-taʾwīl al-ġarbī wa-t-taʾwīl al-Islāmī („Die Lektüre des religiösen Textes zwischen westlicher und islamischer Interpretation“; 2012), Kritik der westlichen Hermeneutik und ihrer Anwendung durch arabische Gelehrte wie Hasan Hanafī und Nasr Hāmid Abū Zaid und Muhammad Husain Haikal.[12]

Außerdem edierte er ungefähr 20 Schriften bekannter islamischer Denker, darunter den Faṣl al-maqāl von Averroes sowie die Gesamtausgaben der Werke von Dschamāl ad-Dīn al-Afghānī und Muhammad ʿAbduh.

## Belege
1. ↑  Kügelgen: Averroes und die arabische Moderne. 1994, S. 190.
2. ↑  Kügelgen: Averroes und die arabische Moderne. 1994, S. 183.
3. 1 2  Abaza: Debates on Islam and knowledge in Malaysia and Egypt. 2003, S. 159.
4. 1 2  Syamsuddin: Differing Responses to Western Hermeneutics. 2021, S. 483.
5. 1 2  Wafāt al-mufakkir al-islāmī al-bāriz «Muhammad ʿImāra» ʿuḍw haiʾat kibār al-ʿulamāʾ bi-l-Azhar Šabkat raṣad al-iḫbārīya. 29. Februar 2020 (Memento Internet Archive).
6. ↑  Kügelgen: Averroes und die arabische Moderne. 1994, S. 180.
7. 1 2  Syamsuddin: Differing Responses to Western Hermeneutics. 2021, S. 481 f.
8. ↑  Abaza: Debates on Islam and knowledge in Malaysia and Egypt. 2003, S. 170.
9. 1 2  Abaza: Debates on Islam and knowledge in Malaysia and Egypt. 2003, S. 160.
10. ↑  Abaza: Debates on Islam and knowledge in Malaysia and Egypt. 2003, S. 261f.
11. ↑  Kügelgen: Averroes und die arabische Moderne. 1994, S. 182.
12. 1 2  Syamsuddin: Differing Responses to Western Hermeneutics. 2021, S. 484.
13. ↑  Digitalisat einer späteren Auflage.
14. ↑  Leonard Binder: Islamic Liberalism. A Critique of Development Ideologies. Chicago, University of Chicago Press 1988. S. 148.
15. 1 2  Abaza: “Tanwir and Islamization: Rethinking the Struggle over Intellectual Inclusion in Egypt”. 1999, S. 99.
16. ↑  Abaza: Debates on Islam and knowledge in Malaysia and Egypt. 2003, S. 160f. Das Buch ist hier als Digitalisat einsehbar.
17. ↑  Das Buch ist hier als Digitalisat einsehbar.
18. 1 2  Abaza: Debates on Islam and knowledge in Malaysia and Egypt. 2003, S. 165.
19. ↑  Abaza: Debates on Islam and knowledge in Malaysia and Egypt. 2003, S. 262.
20. ↑  Høigilt: Islamist Rhetoric: Language and Culture in Contemporary Egypt. 2011, S. 110f.
21. ↑  Das Buch ist hier als Digitalisat einsehbar.
22. ↑  Abaza: Debates on Islam and knowledge in Malaysia and Egypt. 2003, S. 165f.
23. 1 2 3  Høigilt: Islamist Rhetoric: Language and Culture in Contemporary Egypt. 2011, S. 110.
24. ↑  Marc Lynch: Amara's "Fitna al-Takfir" in Abu Aardvark blog 23. Februar 2007.
25. ↑  Syamsuddin: Differing Responses to Western Hermeneutics. 2021, S. 482.
26. ↑  Kügelgen: Averroes und die arabische Moderne. 1994, S. 181.

| Personendaten    | Personendaten                                       |
| ---------------- | --------------------------------------------------- |
| NAME             | ʿImāra, Muhammad                                    |
| ALTERNATIVNAMEN  | محمد عمارة (arabisch)                               |
| KURZBESCHREIBUNG | ägyptisch-islamischer Denker, Autor und Herausgeber |
| GEBURTSDATUM     | 8. Dezember 1931                                    |
| STERBEDATUM      | 28. Februar 2020                                    |